# Пикульская, Катажина
Катажина Пикульская (пол. Katarzyna Pikulska) — польский врач и активистка финансирования здравоохранения. В 2020 году она стала одним из основателей Консультативного совета, созданного 1 ноября 2020 года в контексте польских протестов в октябре 2020 года.

## Образование
Пикульская окончила Варшавский медицинский университет в 2010 году по специальности ортопедическая хирургия.

## Медицинская карьера
По состоянию на октябрь 2017 года Пикульская работала врачом-ординатором ортопедической больницы в Люблине.
Пикульская провела медицинскую миссию в Иракском Курдистане в 2016 году. Месяц миссии она провела в полевых госпиталях в двадцати километрах от линии фронта войны между Ираком и ИГИЛ. Она отправилась со своей второй международной медицинской миссией в Танзанию.
В 2018 году она планировала поехать в Западную Африку во время своего третьего международного медицинского визита для оказания медицинской помощи. Свою цель она описала как работу «там, где люди действительно нуждаются в помощи, где труд врачей высоко ценится», потому что ей нравится её работа.

## Борьба в области медицинских прав

### Протест врачей-стажёров 2017 года
Пикульская является членом Всепольского профсоюза врачей (пол. Ogólnopolskiego Związku Zawodowego Lekarzy) (OZZL), который участвовал в голодовке, начатой 2 октября 2017 года двадцатью врачами детской больницы в Варшаве. По словам Пикульской, поводом для забастовки стала смерть от переутомления четырёх врачей в Польше в течение одной недели. Одним из погибших врачей был коллега Пикульской, вернувшийся домой после 37-часовой смены.
Врачи хотели, чтобы государственное финансирование бюджета здравоохранения было увеличено до 6,8 процентов валового внутреннего продукта Польши в течение трёх лет и до 9 процентов в течение десяти лет. Они также хотели уменьшить бюрократию, сократить очереди, увеличить количество медицинского персонала, улучшить условия труда и повысить зарплаты.
Больницу посетила комиссия по здравоохранению Сейма, нижней палаты польского парламента. Пикульская заявила, что бастующие врачи будут участвовать в заседании «только и исключительно в качестве наблюдателей». Она заявила, что врачи не были политиками и не хотели становиться политиками. Она заявила, что политики пытались политизировать протест в течение двух лет, но безуспешно. Она и другие врачи носили футболки с надписью «голодовка». Они приостановили голодовку во время визита комиссии, которая не нашла решения требованиям врачей.
14 октября Telewizja Polska (TVP) отреагировала на протесты, опубликовав в новостях заявление о том, что Пикульская и другие протестующие врачи были богаты, проводили роскошный отпуск в экзотических странах, водили дорогие автомобили и обедали икрой и вином, основываясь на фотографиях, найденных в интернете.
Пикульская заявила, что машину одолжили на несколько часов и что недавно она продала свою 20-летнюю машину и купила 10-летнюю. Она заявила, что была в Курдистане и Танзании в рамках польских программ медицинской помощи, одной из которых непосредственно управляет Министерство иностранных дел Польши. OKO.press напомнила, что TVP в 2016 году сообщила о её миссии в Эрбиль в Иракском Курдистане.
Пикульская заявила, что репортаж TVP вызвал волну травли в интернете с целью очернить её имя и отвлечь внимание от протестов. Пикульская назвала извинения главы TVP в Твиттере недостаточными для охвата широкой публики и что извинения следует транслировать в обычных программах TVP. Пикульская подала в суд на TVP, первые судебные заседания были назначены на 19 ноября 2019 года и 16 апреля 2020 года.
Общая голодовка продолжалась до 30 октября 2017 года. Пикульская голодала девять дней. Акция получила поддержку со стороны ассоциаций других медицинских специальностей: 200 человек объявили голодовку по всей Польше.

### Ассоциация хирургов
В 2019–2020 годах Пикульская возглавляла Ассоциацию хирургов «Гильдия хирургов Скальпель» (пол. Porozumienie Chirurgów Skalpel).

### Пандемия COVID-19
В апреле 2020 года во время пандемии COVID-19 в Польше «Скальпель» под руководством Пикульской подал официальную жалобу официальному медицинскому омбудсмену на мазовецкого воеводу Константина Радзивилла и министра здравоохранения Лукаша Шумовского, обвинив их в заражении пациентов и медицинского персонала, тем самым подвергая риску здоровье и жизнь пациентов и медицинского персонала; нарушении Кодекса этики врачей; и, в случае Шумовского, невыполнении своих министерских обязанностей. Конкретные обвинения включали «безответственную поддержку» проведения президентских выборов в Польше 2020 года с помощью бюллетеней для голосования по почте; «ложь о врачах»; «фальсификацию состояния эпидемии в Польше». Пикульская заявила, что «всё медицинское сообщество» не согласилось с рекомендацией Шумовского о проведении выборов, и расценило эту рекомендацию как преднамеренное создание риска заражения поляков и распространения заболевания. Она заявила, что если выборы состоятся, то это будет нарушением польского законодательства и что правительство должно понести за это наказание. Пикульская заявила, что число заражений SARS-CoV-2 и смертей от COVID-19 занижено.
В июле 2020 года Пикульская обратилась к средствам массовой информации в преддверии запланированной на 8 августа забастовки медицинского персонала, призвав увеличить финансирование здравоохранения в Польше как минимум до 6,8 процента ВВП Польши. Пикульская назвала ситуацию с системой здравоохранения в Польше критической. Она заявила, что «деньги были потрачены на бесконтрольные закупки медицинского оборудования» и что «пациенты умирали в очередях из-за хаоса и дезорганизации в системе здравоохранения».

## Консультативный совет
В 2020 году Пикульская стала одним из членов-учредителей Консультативного совета, созданного 1 ноября 2020 года в контексте польских протестов в октябре 2020 года.